# Darius Buia
Darius Grazian Buia (n. 30 aprilie 1994, Antwerpen, Flandra, Belgia) este un fotbalist român, care joacă pe post de mijlocaș la Ghiroda/Giarmata Vii în Liga a III-a. Pe plan internațional, are prezențe la națională pentru România Sub-17 și România Sub-19.